# Akatsuki Blitzkampf
Akatsuki Blitzkampf (アカツキ電光戦記 Akatsuki Denkou Senki?) es un juego de peleas 2D Doujin hecho en Japón, creado por el círculo doujin de nombre SUBTLE STYLE y lanzado para PC el 30 de abril de 2007. El título es el segundo juego de la saga de Akatsuki, el cual es la secuela directa de Akatsuki Shisei Ichigou. El juego ganó reputación en Japón debido a su sistema, que es más del estilo "vieja escuela" del género con parecido a títulos como Street Fighter o The King of Fighters y juegos en general de las compañías Capcom y SNK, además de correr con gráficos 2D de alta resolución. El juego se volvió tan popular que ha sido aclamado no solo en su país de origen, ganando un gran respeto y una bien armada comunidad alrededor del mundo.
El 27 de septiembre de 2007, Arcadia Magazine confirmó que el juego sería traspasado para las recreativas (Arcade), desarrollado y publicado por la propia Subtle Style, su edición final tiene por nombre Akatsuki Blitzkampf Ausf Achse y fue lanzado para la plataforma Sega NAOMI el 20 de febrero de 2008.

## Características
Akatsuki Blitzkampf (Denkou Senki) es un juego de peleas 2D ambientado en un futuro ficticio, en el que sus personajes asemejan a una realidad militarizada por soldados Alemanes y Japoneses, en una suerte de ambientación Nazi y distópica.
La historia es la siguiente: Hace 50 años, casi al final de la guerra que destrozó el mundo, un oficial de la Armada Japonesa llamado Akatsuki recibió la orden de transportar un arma poderosísima a través del Polo Norte. La misión fracasó y el submarino en que viajaba Akatsuki se hundió en las aguas heladas - pero de alguna manera, Akatsuki sobrevivió y estuvo congelado por casi cinco décadas.
Pasado este tiempo, Akatsuki "revivió" y para su sorpresa, no sólo no había envejecido físicamente sino que había adquirido extraños poderes relacionados con el arma que llevaba: la "Blitz Engine", una pieza de un grupo de armas capaces de generar cantidades ilimitadas de energía eléctrica. Tras huir del Polo Norte, Akatsuki se ve sumergido en un mundo distópico que apenas reconoce, y para peor se encuentra perseguido por mucha gente que quiere la "Blitz Engine" para sus propios planes; él decide protegerse con sus nuevos poderes y completar su misión, sin saber que una organización secreta llamada Gesellschaft' tiene sus propios planes...
En el sistema de juego, el título ha sido alabado por tener un estilo de mecanismos llamado como "vieja escuela", a diferencia de otros títulos de pelea Doujin como Melty Blood y otros juegos que han seguido mecanismos de combate más frenéticos o juegos con gran desarrollo de combate aéreo, como Guilty Gear X. El sistema de Akatsuki Blitzkampf recuerda más a títulos de Capcom, como por ejemplo, el uso del movimiento "Reflector" tiene un alto parecido con el sistema "Parry" visto en Street Fighter III.

## Personajes
- Akatsuki: El protagonista del juego. Un talentoso oficial del equivalente en este mundo de la Armada Imperial Japonesa, a quien se le creía muerto tras la misión del Polo Norte. En realidad la "Blitz Engine" le salvó y protegió, y al despertar de su hibernación decidió llevar a cabo sus últimas órdenes... y averiguar la verdad detrás de estas. El personaje posteriormente apareció como invitado en el juego Under Night In-Birth Exe:Late, creado por French Bread y distribuido por Arc System Works.

- Mycale: Una misteriosa mujer con la apariencia de una niña de no más de 14 años, miembro del misterioso grupo Gessellschaft. Se rumorea que es en realidad una hechicera con inmensos poderes, incluyendo invocar espíritus y poseer cuerpos. Calculadora, fría y ambiciosa, quiere la Blitz Engine para ganar aún más poder y contrarrestar la influencia de sus rivales, como Murakumo y Adler.

- Sai: Un hombre de Hong Kong con largo cabello negro y una gran habilidad para conseguir información a toda costa, aparentemente el mejor hacker del mundo. Se dice que, tras sus lentes de sol, se esconden ojos malditos capaces de infligir enfermedades y maldiciones.

- Kanae: Una oficial de la Armada Japonesa moderna (equivalente de las Fuerzas de Autodefensa de Japón), inteligente y resuelta. Su jefe, el respetado general Senke, le ordena que capture a Akatsuki y lo traiga a las dependencias de la Armada, para obtener la Blitz Engine y los secretos del pasado.

- Fritz: Médico y oficial alemán que trabajó para la vieja Armada Imperial Japonesa, lo más cercano a un aliado que Akatsuki tiene en el presente. Sin embargo, este experimentado guerrero tiene sus propios secretos (sobre todo aquellos relacionados con Elektrosoldat y Murakumo), y debe resolverlos él solo.

- Marilyn Sue: Una asesina del grupo Mano Negra, la Tríada más peligrosa de Shanghái. Bella, ambiciosa y decidida a ascender a toda costa, la Blitz Engine es su esperanza para obtener el poder que necesita y ganar la "guerra civil" desencadenada tras la extraña muerte de su líder, In Fu.

- Wei: El otro mejor asesino de Mano Negra, pero que a diferencia de Marilyn tiene una lealtad inconmensurable hacia In Fu. Cuando éste muere en raras circunstancias, Wei decide buscar al criminal para castigarle.

- Anonym: Una monja experta en artes marciales chinas y el uso de revólveres, asociada con un grupo secreto del Vaticano llamado "Club Sagrado". Ella es enviada a investigar las acciones heréticas de Gessellschaft.

- Elektrosoldat: Los miembros de la "guardia pretoriana" de Gessellschaft, creados a través de clonación y equipados con otras "Blitz Engines". Sin embargo, uno de ellos empieza a darse cuenta de que no son más que peones para la organización y decide revelarse...

- Adler: El oficial de Gessellschaft cuyo material genético se usó para crear a los Elektrosoldats, a cargo de una de sus mayores fortalezas en el Tíbet. Inteligente y ambicioso, al apoderarse de más información de la que debería gracias a su trabajo en la división Ahnenerbe, decidió usarla para sus propios intereses.

- Perfecti: Una extraña jovencita, aparentemente la encarnación de los ideales de Gessellschaft y sobre todo del grupo que sirvió para fundarlo, el Perfecti Kyodan. Inicialmente era una mera copia de Mycale, pero fue completamente rediseñada para Ausf. Achse.

- Blitztank: Un grupo de tanques eléctricos desarrollados por Mycale y sus aliados, y que aparentemente poseen "Blitz Engines" como fuente de poder. Estuvieron fuera de uso por años, pero uno de ellos es reconstruido y enviado fuera de la base.

- Murakumo: El jefe final del juego. Era uno de los oficiales de más alto rango en la Armada Imperial Japonesa y de Gessellschaft, la cual ayudó a fundar durante la guerra anterior. Se le creía desaparecido tras haberle dado a Akatsuki sus últimas órdenes hace 50 años, pero en realidad ha estado trabajando para hacerse del control completo de Gessellschaft, empezar una nueva guerra y conquistar el mundo. Se dice que tiene un poder inconmensurable y que maneja contactos en toda el Asia del Este, incluyendo diversas fuerzas armadas y grupos mafiosos.

## Recepción
El juego fue lanzado de manera comercial por SUBTLE STYLE en 30 de abril de 2007, siendo apoyado por una intensa campaña en tiendas de Doujin Soft en Akihabara y páginas webs a lo largo de Japón. El título se transformó en todo un éxito y en una de las sorpresas del año en el mundo del software casero junto con Big Bang Beat. En la actualidad el juego ha gozado de una fama lo suficientemente fuerte para que en Japón se haya formado una comunidad de jugadores que juegan el título en centros Arcades populares como Ko-Hatsu y también goza de popularidad en otros países siendo apoyada por páginas como Shoryuken.com en Estados Unidos y Gamercafe en Latinoamérica.

## Akatsuki Blitzkampf Ausf Achse
Después del éxito que recibió el título en el mundo del Doujin Soft, el 27 de septiembre de 2007, Arcadia Magazine confirmó que el juego sería lanzado a los Arcades con el título provisional de "Akatsuki Blitzkampf AC". La primera prueba del juego corriendo en una plataforma Arcade fue realizado el 23 de noviembre de 2007 en el salón de videojuegos "High Tech Land Sega AViON" en Japón El título final recibió el nombre de Akatsuki Blitzkampf Ausf Achse y fue lanzado para la plataforma Sega NAOMI el 20 de febrero de 2008, con gráficos mejorados y un nuevo personaje de nombre Perfecti.

## Apariciones en otras sagas
- Akatsuki apareció como personaje jugable en Under Night In-Birth Exe:Late, la cual es la segunda temporada del original Under Night In-Birth, creado por French Bread y distribuido por Arc System Works.
- Akatsuki y el Blitztank aparecieron como personajes jugables dentro del último paquete DLC del juego crossover BlazBlue: Cross Tag Battle desarrollado y publicado por Arc System Works